# Lagostomus maximus immollis
Lagostomus maximus immollis es una de las subespecies en que se subdivide la única especie viviente del género Lagostomus: Lagostomus maximus, un roedor social de hábitos cavícolas de la familia de las chinchillas, el cual es denominado comúnmente vizcacha común, vizcacha de las llanuras o vizcacha de las pampas. Se distribuye en el centro del Cono Sur de Sudamérica.

## Taxonomía
Esta subespecie fue descrita originalmente en el año 1910 por el mastozoólogo británico Michael Rogers Oldfield Thomas bajo la misma combinación científica.
Holotipo
El holotipo designado es el catalogado como: B.M. número 3.6.6.11. Se trata de un macho adulto con número original 1875. Fue colectado el 17 de septiembre de 1902 por L. Dinelli. Fue presentado al autor junto con otros 3 especímenes.
Localidad tipo
La localidad tipo referida es: “Tapia, a una altitud de 700 msnm, departamento Trancas, al norte de Tucumán, Argentina”.

## Distribución
Esta subespecie es endémica de la macrorregión conocida como Gran Chaco. Se distribuye en el sudeste de Bolivia, en el oeste del Paraguay y en el norte y noroeste de la Argentina, en las provincias de: Salta (centro y este), Formosa (oeste), Chaco (oeste), Santa Fe (noroeste), Córdoba (norte y noroeste), Santiago del Estero (toda la provincia), Tucumán (norte y este), Catamarca (este) y La Rioja (este) y, según algunos, San Juan (este).
Hasta fines del siglo XIX habría también habitado en el este de Jujuy, pero su hábitat preferido (los bosques chaqueños) han sido fuertemente alterados en su limitada porción provincial, por lo que parecería que se ha extinguido por completo, aunque mantiene poblaciones en sectores salteños cercanos a la frontera con Jujuy.

## Características
Esta subespecie fue definida sobre la base de diferencias en el color del pelaje, la morfología del cráneo y la anchura de los incisivos.
Lagostomus maximus immollis es un taxón de gran tamaño, un poco más grande que L. maximus maximus. El largo de la cabeza más el cuerpo es de 470 mm; el de la cola 180 mm; el del pie 130 mm; el de la oreja es de 55 mm. Los forámenes palatales son claramente más amplios (más de 3,6 mm en L. m. immollis, menos de 3,4 mm en L. m. maximus); forámenes incisivos siempre presentes, de 1,6 mm de ancho o más, estando comúnmente ausentes en L. m. maximus.
Exhibe una cabeza proporcionalmente grande, achatada, hocico abultado de extremo chato, largos bigotes y pequeñas orejas. A ambos lados de su rostro exhibe 2 características fajas negras longitudinales. El pelaje del cuerpo presenta un patrón cromático dorsal dominado por el gris con tono amarronado. La densidad del pelaje es mucho menor que en L. maximus maximus, especialmente en la grupa. Ventralmente es de color blanco.
Posee patas cortas, provistas de fuertes uñas, ya que son empleadas para cavar su madriguera. La cola es relativamente corta, desprendiéndose fácilmente cuando un predador intenta capturar al animal asiéndolo por ella.
El tamaño varía entre los sexos, siendo el peso de las hembras de hasta 4,5 kg y el de los machos viejos mucho mayor (hasta 9 kg); estos son denominados localmente “vizcachones”.

## Historia natural
Hábitat
Esta subespecie vive en planicies en altitudes comprendidas entre los 80 y los 1900 m s. n. m. (en las sierras Grandes de Córdoba) y 2680 m s. n. m. en los faldeos orientales de la sierra de Ambato, Catamarca.
Sus hábitats característicos siempre poseen un perfil superior de tierra firme, no inundable, y fácil de cavar. Puede ser completamente carente de vegetación arbórea o generalmente poseer árboles de hojas minúsculas y que crecen algo espaciados entre sí a una suficiente distancia para permitir que puedan crecer hierbas entre ellos, las cuales servirán de alimento a estos roedores.  
Hábitos
Este roedor social posee hábitos diurnos cavícolas y actividad externa nocturna. Durante el día se mantienen dentro de las galerías de sus madrigueras comunales (horadadas en la tierra por ellas mismas), conocidas popularmente como “vizcacheras”. El conjunto integrado por varias de estas es denominado “vizcacheral”. La vizcachera se la distingue por su boca de diámetro amplio, que se abre en medio de un terreno artificialmente sobre elevado y absolutamente carente de vegetación, presentando superficies con tierra desnuda, generalmente de color claro, en razón de poseer mayor contenido de arcillas por provenir de capas no superficiales. En derredor de la boca las vizcachas van acumulando ramas, pajas, rocas, toscas, bosta, huesos, alambres o cualquier objetivo que les llame la atención. En un amplio terreno alrededor de las vizcacheras el pasto permanece muy corto (a causa del ramoneo constante de estos roedores) y carente de arbustos o pasto densos, ya que podrían ser utilizados por sus predadores para ocultarse y así poder capturarlas. Durante el invierno no hibernan, continúan con su actividad propia del resto del año. La misma vizcachera es un refugio no solo contra sus predadores sino que también las mantiene protegidas de los rigores de los extremos térmicos.
La vizcachera puede presentar una única boca o varias. Si no hay una capa rocosa próxima a la superficie, el sistema subterráneo puede alcanzar una profundidad de 2 o 3 metros y un diámetro (con eje en la boca) de 30 a 40 m. Las galerías desembocan en cámaras más amplias donde los animales duermen, dan a luz, etc. Al ser el medio donde están construidas no muy firme, los tramos donde la distancia entre el techo de la galería y la superficie es de pocos centímetros se vuelven un peligro para los caballos al galope y sus jinetes, pues su peso provoca el sorpresivo derrumbe y el consiguiente y peligroso revuelco.   
Salen a la superficie al atardecer; primero se asoma el “vizcachón” (macho grande y dominante), el cual verifica que no haya ninguna amenaza; solo después comienzan a salir los integrantes del resto del grupo. Ante el menor peligro, como respuesta a una señal acústica de alarma impartida por el centinela, todas emprenden veloz carrera hacia la cueva, donde permanecerán hasta que el riesgo haya pasado.
El “vizcachón” es la máxima jerarquía dentro del ordenamiento que se establece en el sistema social de los ejemplares que habitan en una vizcachera. También cada una de ellas puede contar con la presencia de uno o dos machos más, y siempre lo integrarán varias hembras emparentadas con sus crías de distintas edades.
Reproducción
La hembra entra en estro cada otoño. Durante la primavera, luego de una gestación de entre 144 y 166 días, pare una camada que generalmente es de 2 crías, las que pesan casi 200 g y serán amamantadas durante 3 semanas. A los 8 meses y medio de edad, la hembra ya está madura sexualmente; el macho alcanza su madurez sexual recién a la edad de 15 meses, momento en que su peso ronda los 5 kg.
Dieta y depredadores
Se alimenta solamente de vegetales, con mayor énfasis en las gramíneas, si bien consume una amplia variedad de hierbas perennes y anuales así como hojas de arbustos pequeños, atacando también a los cultivos.
Entre sus predadores se encontrarían varios felinos como el puma (Puma concolor), el yaguareté (Panthera onca), el ocelote (Leopardus pardalis) y otros felinos menores, varias especies de zorros, la boa de las vizcacheras (Boa constrictor occidentalis) y grandes aves rapaces como el águila coronada (Harpyhaliaetus coronatus) y otras de hábitos nocturnos, en especial el ñacurutú (Bubo virginianus nacurutu).
Importancia ecológica
Este roedor colonial destaca por sus interacciones biológicas, puesto que, al ser un ingeniero ecológico, altera drásticamente los ambientes donde vive, permitiendo que ciertos animales se vean beneficiados y otras especies en cambio se perjudiquen.
El pasto muy corto con sectores de tierra desnuda beneficia a algunos reptiles que precisan que el sol impacte sobre el suelo y así asolearse para lograr una temperatura que les permita estar activos. En otros casos el pasto corto beneficia a especies de paseriformes caminadores, que no pueden explotar las zonas con pastos altos.
Pero su mayor utilidad se encuentra en los sistemas de cuevas que construye, los que, en especial al ser abandonados, sirven como guarida para numerosas especies de animales, como zorros, zorrinos, hurones, comadrejas overas, pequeños felinos, grandes lagartos colorados, lagartijas, culebras, arácnidos, insectos (por ejemplo colonias de hormigas), batracios, etc.; entre estos últimos destaca la rana coralina (Leptodactylus laticeps), especie muy dependiente de las vizcacheras.
De este prolífico elenco zoológico destacan particularmente algunos animales, como la boa de las vizcacheras (Boa constrictor occidentalis) y la lechucita de las vizcacheras (Athene cunicularia).

## Conservación
Es intensamente capturada por los humanos por varias razones: para aprovechar su carne (especialmente en preparados “en escabeche”), para comercializar su piel en la industria peletera así como por considerársela pieza de caza deportiva.
Pero la mayor causa de sus capturas es por la relación conflictiva que este roedor entabla con los productores agropecuarios.
Al atacar los cultivos, fue declarada oficialmente plaga agrícola por el Ministerio de Agricultura de la Argentina en el año 1905 por el artículo 2 de la Ley de Defensa agrícola n° 4863, reglamentada por su aplicación por decreto del 15 de octubre de 1907, determinándose que el combate a este animal sea obligatorio para todos los propietarios de campos.
Como resultado de más de un siglo de la aplicación de esta política, muchas de sus poblaciones se han perdido, en especial las que se encontraban en zonas con gran aptitud agropecuaria. Solo se mantienen en zonas económicamente marginales, en especial donde solo se practica ganadería extensiva de cría. Sufre de extinciones locales aún no comprendidas totalmente, inclusive en superficies bajo estricta protección. Podrían deberse a brotes de enfermedades que en poco tiempo diezman poblaciones enteras, lo que regula su población, compensando así la falta de limitantes naturales al haberse eliminado a sus principales predadores.
Es por eso que se ha propuesto realizar sobre sus poblaciones un aprovechamiento económico sobre la base de considerarlas un rentable recurso sustentable, si es correctamente administrado. Por esta misma razón, científicos y hasta cazadores deportivos han recomendado mayor protección para este animal.